# Scotinoecus fasciatus
Scotinoecus fasciatus är en spindelart som beskrevs av Albert Tullgren 1901. Scotinoecus fasciatus ingår i släktet Scotinoecus och familjen Hexathelidae. Inga underarter finns listade i Catalogue of Life.